# ガン×スクール＝パラダイス!
『ガン×スクール＝パラダイス!』は、穂邑正裕による日本のライトノベル。イラストは久坂宗次が担当。スーパーダッシュ文庫（集英社）より2007年9月に刊行された。第6回スーパーダッシュ小説新人賞佳作。

## ストーリー
在校生1万3000人のマンモス校・風来高等学校。偏差値が高い訳でも全国大会レベルの運動部を抱えている訳でもない同校では毎年10月、学園祭の直前3日間を費やして全校生徒が強制的に参加させられる〔ガンスター〕と呼ばれる行事が開催されていた。
実銃さながらの極めて精巧なモデルガンを撃ち合い、3日目の午後6時までに最後の1名となって自分のバッジを死守するか最も多くのバッジを獲得するかした勝者《WINNER》は、校則を1条だけ自分の希望通りに変える権限が与えられる。
〔ガンスター〕開幕を目前に控えたある日、幼馴染みの羽田村美久から「高校を辞める」と告げられた藤山晃太は、美久を翻意させるために〔ガンスター〕で優勝し、校則を変えようと決意する。

## 登場人物
藤山 晃太（ふじやま こうた）‥《暴走特急フジヤマ》
主人公。風来高校1年。幼馴染みで小・中・高と同じ学校に通っている羽田村美久から「高校を辞める」と告げられ、美久に退学を思い留まらせるために〔ガンスター〕で優勝し、美久が高校に通う意義を見出せるよう校則を変えることを決意する。
羽田村 美久（はたむら みく）‥《間接リフォーム》
ヒロイン。幼稚園の頃、晃太が他の男子にいじめられていた（と勘違いした）所を助けて以来、小・中・高と同じ学校に通っているが感情を表に出すことが不得手な所があり、高校に通う意味を見出せなくなったことから退学を決意する。特技はコマンドサンボで、校内の不良生徒からは《間接リフォーム》というあだ名を付けられ、恐れられている。

### 運動部同盟
《公認番長》築地銀次をリーダーに、校内の体育会系クラブが結成したグループ。【委員会連合】が成績により生徒の待遇格差を付ける制度を目指していることに反発し、1日目は優勢に戦いを進める。
渡辺 輝明（わたなべ てるあき）
晃太より1歳上だが、留年のため同じクラスの少年。クラス内では晃太以外から軽侮の対象になっているため、晃太とタッグを組んで運動部同盟に協力する。
築地 銀次（つきじ ぎんじ）‥《公認番長》
【運動部同盟】のリーダー。銃よりもバットを使った容赦無い攻撃が得意。【委員会連合】の成績至上主義に反発し「平等な学校」を作ることを目標にしている。

### 委員会連合
生徒会を頂点に校内の各委員会を束ねる頭脳集団。成績により生徒の待遇に格差を付ける競争至上主義の導入を目指している。
山田 秀春（やまだ ひではる）
生徒会長。委員会連合の名目上のトップだが、生徒会及び連合の実権は副会長が握っており山田自身は単なる「御輿」に過ぎない。

### その他の参戦者
雪村 静（ゆきむら しずか）‥《WINNER》
2年生。前年度〔ガンスター〕優勝者で《WINNER》の称号を持つ。前年度は広大な敷地内のどこから出現するかわからない神出鬼没ぶりで並み居る強豪の裏を掻いて勝ち残ったが、実は反則気味のトリックを用いていた。
雪村 雫（ゆきむら しずく）
静の双子の妹。普段は別の高校に通っており、前年度の〔ガンスター〕では姉・静の影武者として秘かに参戦していたが、性格は姉と違って弱気で嘘がつけない。前年同様、姉の影武者としてガンスターに参戦していたところを謎の新興宗教・インフィニティ教団に捕らわれてしまったことが原因でトリックがバレてしまう。
綾峰 誠（あやみね まこと）‥《悲哀のターミネーター》
1年生。端整な顔立ちで上級生を含め女子生徒の人気が高い美少年。暴力を嫌悪し、〔ガンスター〕開幕直後に全校生徒へ棄権を呼びかけるが男子生徒から銃弾の雨を食らったことが原因で態度が豹変。「みんな静かにするんだ!」と絶叫しながら容赦無くサブマシンガンを乱射し、ダークホースとして終盤まで勝ち残る。
山田 真美（やまだ まみ）‥《ドリトル》
2年生。10匹以上の犬を自在に操る所から《ドリトル》の異名を持つが、実戦には弱い。

### 教職員
比奈森 鶴吉（ひなもり つるきち）
校長。かなりの高齢で、既に認知症を患っているのではないかと噂されている。
河田 邦信（かわた くにのぶ）‥《ガクラン教師カワタ》
晃太のクラス担任。普段は朴訥な性格だが、何故かガクランを着て〔ガンスター〕に参戦。「自分、不器用ですから」と言いながら圧倒的な攻撃力で校内を恐怖に陥れる。
太田 茂（おおた しげる）‥《無限の栄光神・インフィニティ》
42歳。1年の学年主任。その正体は謎の新興宗教・インフィニティ教団で崇められている《無限の栄光神・インフィニティ》であり、一部の生徒（＝信者）と癒着している。

## 既刊一覧
- 穂邑正裕（著） / 久坂宗次（イラスト） 『ガン×スクール＝パラダイス!』 集英社〈スーパーダッシュ文庫〉、2007年9月30日第1刷発行（9月25日発売[2]）、ISBN 978-4-08-630377-4